# Alexandra Rutlidge
Alexandra Rutlidge (12 de novembro de 1988) é uma jogadora de polo aquático britânica.

## Carreira
Alexandra Rutlidge em Londres 2012 integrou a Seleção Britânica de Polo Aquático Feminino que ficou em 8º lugar.